# Bahama-szigeteki labdarúgó-szövetség
A Bahama-szigeteki labdarúgó-szövetség (angolul: Bahamas Football Association) a Bahama-szigetek nemzeti labdarúgó-szövetsége. 1967-ben alapították. A szövetség szervezi a Bahama-szigeteki labdarúgó-bajnokságot, működteti a Bahama-szigeteki labdarúgó-válogatottat. Székhelye Nassauban található.